# Wattenwil
Wattenwil là một đô thị trong huyện Thun, bang Bern, Thụy Sĩ. Đô thị này có diện tích 14,5 km2, dân số thời điểm tháng 12 năm 2009 là 2732 người.